# خوسيه ألفاريز كرسبو
خوسيه ألفاريز كرسبو (بالإسبانية: José Álvarez Crespo)‏ هو لاعب كرة قدم مكسيكي، ولد في 10 مايو 1945 في مدينة مكسيكو في المكسيك. لعب مع C.F. Jabatos de Nuevo León ‏.

## وصلات خارجية
- خوسيه ألفاريز كرسبو على موقع ناشيونال فوتبول تيمز (الإنجليزية)
- خوسيه ألفاريز كرسبو على موقع عالم كرة القدم.نت (الإنجليزية)
- خوسيه ألفاريز كرسبو على موقع اللجنة الأولمبية الدولية (الإنجليزية)
- خوسيه ألفاريز كرسبو على موقع أوليمبيديا (الإنجليزية)